# Osteocephalus cabrerai
Espèce
Synonymes
- Hyla cabrerai Cochran & Goin, 1970

Statut de conservation UICN

 LC  : Préoccupation mineure
Osteocephalus cabrerai est une espèce d'amphibiens de la famille des Hylidae.

## Répartition
Cette espèce se rencontre dans le bassin amazonien au Brésil, en Colombie, en Équateur, au Guyana, en Guyane, au Pérou, au Suriname et au Venezuela,.

## Étymologie
Le nom de cette espèce fait référence à Isadore Cabrera, le découvreur de l'Holotype.

## Publication originale
- Cochran & Goin, 1970 : Frogs of Colombia. United States National Museum Bulletin, vol. 288, p. 1-655. (texte intégral).